# توماس شيرلي
توماس شيرلي الثاني(بالإنجليزية: (Sir Thomas Shirley II or (Sherley)‏(1630-1564 م) عسكري ومغامر وسياسي إنجليزي، حصل على مقعد في مجلس العموم البريطاني عدة مرات بين الأعوام 1584-1622، دفعته الظروف المالية الصعبة التي واجهها إلى القرصنة، حيث القي القبض عليه من قبل العثمانيين، ومن ثم سجن في برج لندن.

## الأسرة
توماس شيرلي هو الابن الأكبر للسير توماس شيرلي الأول (المتوفى 1612) من منطقة ويستون هاوس، غرب ساسكس، وأمه آن كيمبي ابنة السير توماس كيمبي (المتوفى 7 مارس 1591) من اولانتي في واي، كنت.وله من الاشقاء السير أنتوني شيرلي والسير روبرت شيرلي.

## العمل
بعد تعليم أرثوذكسي حصل توماس شيرلي على شهادة الثانوية العامة، والتحق عام 1579، في كلية هيرتفورد التابعة إلى جامعة أكسفورد لكنه ترك الجامعة دون الحصول على شهادة.
وفي عام 1584، انتخب عضواً في برلمان منطقة ستيانينغ. وعندما بلغ 21 من عمره التحق بالخدمة العسكرية مع والده وشقيقه أنتوني وعمل في هولندا وذلك عام 1585، وفيما بعد شوهد في أيرلندا، حصل فيها على وسام الفارس في كيلكيني من قبل نائب اللورد السير وليم فيتز وليم في 26 أكتوبر 1589. وفي صيف عام 1591، تزوج سراً من إحدى خادمات الشرف عند إليزابيث الأولى ملكة إنجلترا، وهي فرانسيس فافاسور (شقيقة توماس فافاسور)، وعندما علمت الملكة بذلك احيل إلى المحكمة وارسلته الملكة إلى سجن مارشالسي، وبقي فيه حتى ربيع 1592. وفي عام 1593، انتخب مجدداً عضواً في برلمان ستايننغ. وفي نفس العام شوهد برتبة نقيب يخدم في هولندا أيضاً.
بدأ شيرلي يعاني من اليأس وفقدان الأمل، بسبب الصعوبات المالية لوالده، ولتوفير لقمة العيش لعائلته. قرر تجهيز حملة قرصنة لمهاجمة تجارة البضائع الاسبانية. سلم شركته في فلاشنغ إلى السير توماس فافاسور، شقيق زوجته (الأولى)، وفي صيف عام 1598 أبحر إلى القنال الإنجليزي، واستولى على اربع سفن لوبيك اشتهر بانها تحمل بضائع اسبانية.ربما قام ببعض هجماته مستخدماً
سفينة فورسايت الملكية، والتي قادها عام 1599. كانت التكاليف والعوائد مرتفعة، بلغت قيمة السفينة التي استولى عليها شيرلي اثناء عودتها من سان دومينغو وكانت محملة بالسكر 4.700 جنيه استرليني. في عام 1600، شيرلي عرض على ايرل نوتنغهام 600 جنيه استرليني مقابل ان تكون حصته العشر من سفينتين احضرهما إلى بليموت، وقال انه دفع فعلاً 2,000 جنيه استرليني مقابل ثلثي الشركة. في أكتوبر/تشرين الأول عام 1600 مَثُل شيرلي امام المحكمة الادميرالية لاستيلائه على سفينة من هامبورغ كانت تحمل شحنة تخص بعض التجار الهولنديين ولورد كوبهام كان عليه ان يتدخل لصالحه. كما تعرض للهجوم من قبل دائنيه لانه في يونيو 1600 قام بعض انصار السير ريتشارد ويستون باقتحام منزل والده في بلاكفريرز وهددوا العائلة والأب والابن، مطالبين بدفع الديون المترتبة عليهم.في عام 1601 حصل والده على المقعد النيابي المطلوب لبلدة ستايننغ. شيرلي ايضاً انتخب عضواً في البرلمان عن منطقتي برامبر وهاستنغز وقد اختار مقعد هاستنغز. وفي عام 1602 رجع إلى مغامراته للقرصنة في البحر فقام بنهب قريتين فقيرتين تتكون من عشرين منزلاً في البرتغال. في نهاية عام 1602 جهز شيرلي سفينتين للقيام بمغامرة أكثر طموحاً في بلاد المشرق لضرب الدولة العثمانية في عهد حكم السلطان محمد الثالث العثماني وكان بتشجيع من دوق توسكانا فرديناندو الأول دي مدتشي في فلورنسا، الذي دعم رودولف الثاني، إمبراطور روماني مقدس في هذا الصدد.
مع ذلك قام بانزال غير حكيم في جزيرة كيا في 15 كانون الثاني 1603 والقي القبض عليه من قبل الأتراك.ونقل إلى أغرببوز في 20 مارس/آذار، وفي 25 يوليو/تموز 1603 نقل إلى سجن قرب القسطنطينية. عندما وصلت أخبار مصيبته إلى إنجلترا، ناشد الملك جيمس الأول حكومة السلطان العثماني للإفراج عنه، وقد بذل السفير الإنجليزي هنري ليلو قصارى جهده لدى الباب العالي العثماني من اجل اطلاق سراحه، وأخيراً أطلق سراحه في 6 ديسمبر/كانون الثاني 1605، بعد دفع فدية ألف ومائة دولار إلى حراس السجن، وفوراً ذهب إلى نابولي، وفي نهاية عام 1606 عاد إلى إنجلترا.
في سبتمبر/أيلول 1607 حكم على شيرلي بالسجن اربع سنوات في سجن برج لندن بدعوى من شركة المشرق، تتهمه بالتعدي على حقوق التجارة من القسطنطينية إلى البندقية وإلى الأراضي الفلورنسية.
في أغسطس/آب 1611 كان حبيساً في مقعد الملك للتقاضي باعتباره مديناً معسراً. في عام 1612 توفي والده، وزواجه الثاني زادت من الصعوبات التي يواجهها بشكل كبير، لكنه قد أنتخب عضواً في البرلمان عن منطقة ستايننغ في عام 1614 وعام 1621.وفي عام 1924 باع داره في وستون التي تهدمت وتحولت إلى أطلال،
يقال ان توماس شيرلي تقاعد وبعد ذلك ذهب إلى جزيرة وايت ليموت هناك حوالي عام 1630.

## الزوجات
تزوج شيرلي من امرأتين ألأولى فرانسيس فافاسور والثانية جوديث تايلر. فالأولى هي ابنة هنري فافاسور من منطقة كوبمانثورب، وانجبت منه ثلاثة أبناء وأربع بنات. ابنه الثاني هنري شيرلي كان كاتباً مسرحياً قتل في لندن في 31 أكتوبر/تشرين الأول 1627. ابنه الوحيد الذي بقي على قيد الحياة من زواجه الأول هو توماس شيرلي الثالث حيث تم تعميده في ويست كلاندن، ساري، في 30 يونيو/حزيران 1697، كان قد حصل على لقب فارس في عام 1645 من قبل تشارلز الأول في أكسفورد، وكان على قيد الحياة في عام 1664.
تزوج شيرلي ثانية في منطقة دتفورد في 2 ديسمبر/كانون الأول 1617، من الأرملة جوديث تايلر، ابنة وليم بنيت من لندن، وانجب منها خمسة أبناء وست بنات.

## في الأدب
نشرت مكتبة جامعة كورنيل المذكرات التأريخية لسيرة حياة الأخوة الفرسان شيرلي: السير توماس شيرلي، السير أنتوني شيرلي، السير روبرت شيرلي، تحت عنوان «الأخوة شيرلي».